# Hermite-polinomok
Az Hermite-polinomok olyan polinomok, amelyek kielégítik a következő differenciálegyenletet:
{\displaystyle H_{n}(x)=(-1)^{n}e^{x^{2}}{\frac {\mathrm {d} ^{n}}{\mathrm {d} x^{n}}}e^{-x^{2}}}
Ekvivalens alakban
{\displaystyle H_{n}(x)=e^{x^{2}/2}\,\left(x-{\frac {\mathrm {d} }{\mathrm {dx} }}\right)^{n}\,e^{-x^{2}/2}}

## Explicit alak
Az Hermite-polinomok explicit alakban is megadhatók Faà di Bruno képlete szerint:
{\displaystyle H_{n}(x)=(-1)^{n}\sum _{k_{1}+2k_{2}=n}{\frac {n!}{k_{1}!k_{2}!}}(-1)^{k_{1}+k_{2}}(2x)^{k_{1}}}

### Az első néhány Hermite-polinom
{\displaystyle H_{0}(x)=1}
{\displaystyle H_{1}(x)=2x}
{\displaystyle H_{2}(x)=(2x)^{2}-2=4x^{2}-2}
{\displaystyle H_{3}(x)=(2x)^{3}-6(2x)=8x^{3}-12x}
{\displaystyle H_{4}(x)=(2x)^{4}-12(2x)^{2}+12=16x^{4}-48x^{2}+12}

### Rekurziós formula
Az Hermite-polinomok a következő rekurzióval számíthatók:
{\displaystyle \qquad H_{n+1}(x)=2\,x\,H_{n}(x)-2\,n\,H_{n-1}(x)}
{\displaystyle \qquad H_{n}'(x)=2\,n\,H_{n-1}(x)}

## Tulajdonságok
Mivel minden iterációs lépésben {\displaystyle x}-szel vett szorzat szerepel, azért látszik, hogy {\displaystyle H_{n}(x)} n-edfokú, és főegyütthatója {\displaystyle 2^{n}}. Páros n-re {\displaystyle H_{n}(x)} páros függvény, páratlan n-re páratlan. Vagyis
{\displaystyle H_{n}(-x)=(-1)^{n}\cdot H_{n}(x)}
Egy másik lehetőség a definícióra:
{\displaystyle H_{n}(x)=(-1)^{n}e^{x^{2}/2}{\frac {\mathrm {d} ^{n}}{\mathrm {d} x^{n}}}e^{-x^{2}/2}.}
Az Hermite-polinomok kielégítik a következő differenciálegyenletet:
{\displaystyle y''+x\,y'+n\,y=0.}
Rekurziós formula:
{\displaystyle H_{n+1}(x)=x\,H_{n}(x)-n\,H_{n-1}(x)}

### Ortogonális rendszer
Az Hermite-polinomok teljesítik ezt az ortogonalitási relációt:
{\displaystyle \int \limits _{-\infty }^{+\infty }e^{-x^{2}}\cdot H_{n}(x)\cdot H_{m}(x)\,dx=2^{n}\cdot n!\cdot {\sqrt {\pi }}\cdot \delta _{nm}.}
Ez azt jelenti, hogy bizonyos valós függvények sorba fejthetők az Hermite-polinomok szerint.

## Történetük
A Hermite-polinomokat először Pierre-Simon Laplace definiálta 1810-ben szinte felismerhetetlen formában. Részletesen aztán Pafnutyij Csebisev tanulmányozta őket 1859-ben. Csebisev munkája akkoriban elkerülte a figyelmet, és ezért később Charles Hermite után nevezték el őket, aki 1864-ben írt a polinomokról mint új felfedezésről. Mindazonáltal nem voltak újak, bár Hermite volt az első, aki a többdimenziós polinomokat definiálta. 

## Alkalmazásuk
Az Hermite-polinomok sokoldalú fizikai alkalmazásaik által válnak jelentőssé. Példa: a kvantummechanikai harmonikus oszcillátor ortonormált megoldásfüggvényeinek előállítása. Ezek az Hermite-függvények, amik a normális eloszlás eloszlásfüggvényével szorozva és megfelelően normálva kaphatók az Hermite-polinomokból.